# X Multimedia System
Das X Multimedia System (XMMS, Eigenschreibweise: X MultiMedia System) ist ein grafischer, freier Audioplayer für unixartige Betriebssysteme. Die letzte Version erschien im Jahr 2007.
XMMS spielt abhängig von den installierten Plug-ins MP3, (Ogg)Vorbis, MOD, WAV, mp3PRO, MIDI und zahlreiche andere Audioformate wie zum Beispiel FLAC ab, ähnlich wie Winamp für Windows. Man kann mit XMMS auch Skins von Winamp 2 verwenden.
Es ist auch möglich mittels MPlayer-Plugin Videos zu schauen (ähnlich Winamp 3).
Es existiert auch eine von allen grafischen Elementen befreite Version für die Kommandozeile namens noXMMS.
Ferner gibt es eine XMMS-Kontroll-API, xmmsctrl, die per C-Funktionen die Fernsteuerung von laufenden XMMS-Sitzungen aus anderen Programmen heraus erlaubt. Eine Dokumentation zu der Steuerungsschnittstelle liegt jedoch nicht vor und muss somit aus den vorliegenden Quelltexten hergeleitet werden. Weiterhin existiert auch eine XMMS-Kontrollschnittstelle speziell für das KDE-Panel „Kicker“ namens xmms-kde, die es erlaubt XMMS aus dem KDE-Panel zu steuern.

## Geschichte

Stammbaum der XMMS-Abkömmlinge mit Zeitstrahl

Die Entwicklung begann 1997. XMMS war zu Beginn seiner Entwicklung Closed Source und hieß X11Amp. Als PlayMedia Systems, Inc. Warenzeichen-Ansprüche anmeldete wurde es 1999 zu „X Multimedia System“/„XMMS“ umbenannt. Mittlerweile unterliegt das Programm der GPL und ist somit freie Software.

### XMMS2
Seit Ende 2007 wird XMMS zugunsten des Nachfolgers XMMS2 nicht mehr weiterentwickelt. Neben XMMS2 existieren noch die Abspaltungen BMPx und Audacious. XMMS2 ist die zweite Generation des Programms. XMMS2 implementiert ein Client-Server-Modell und ist mit einer Plug-in-Schnittstelle ausgerüstet. Es wurde von Grund auf neu entwickelt und baut nicht auf XMMS1 auf. Die aktuelle Version ist 0.8 DrO_o. Wobei „DR“ für Developer Release steht und signalisieren soll, dass XMMS2 noch nicht reif für den Endanwender ist. Dennoch wurde es schon in einige Distributionen, beispielsweise Debian, aufgenommen.